# Schutzhaftlager Feldstraße

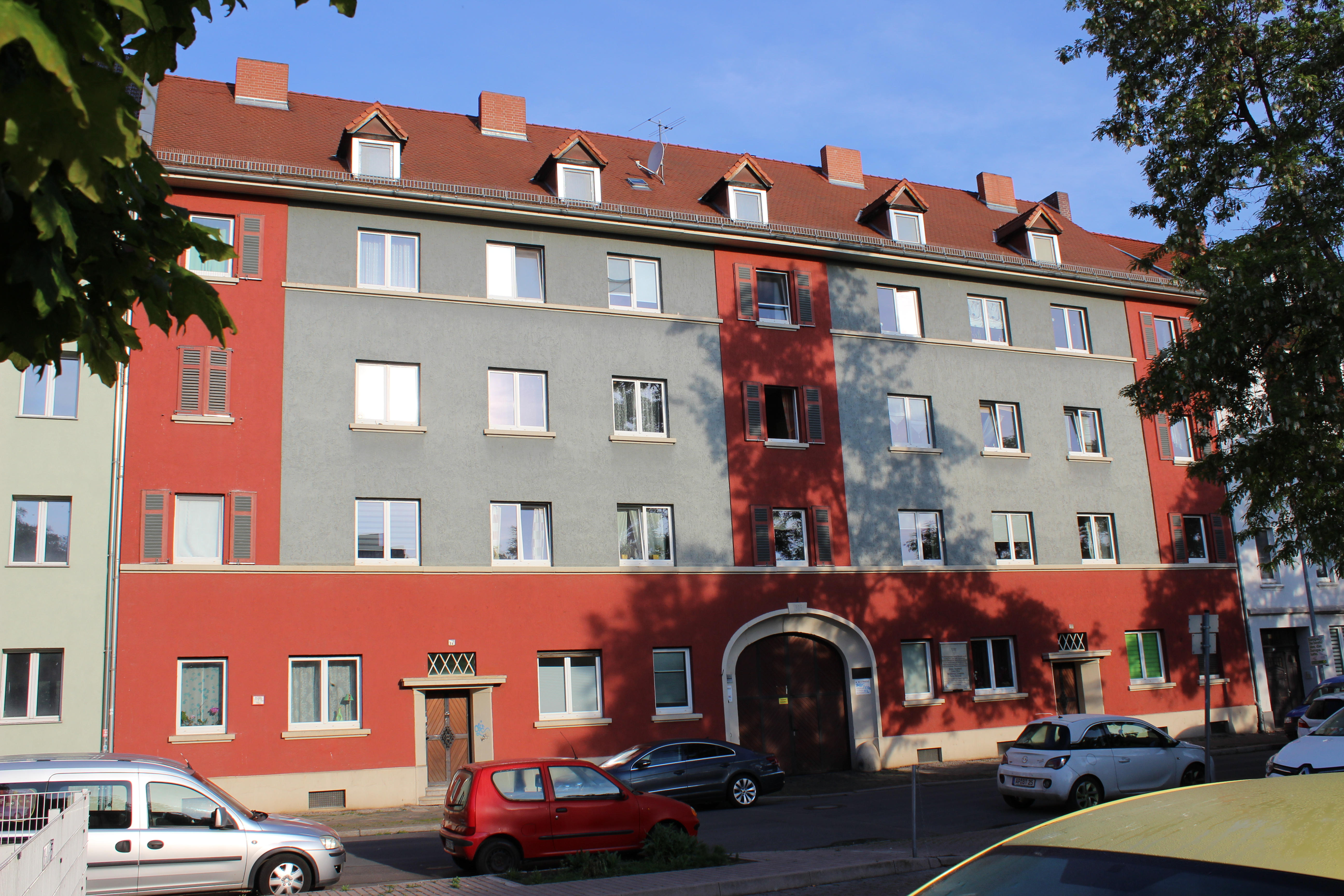
Vorderhaus Feldstraße 17–18, Erfurt

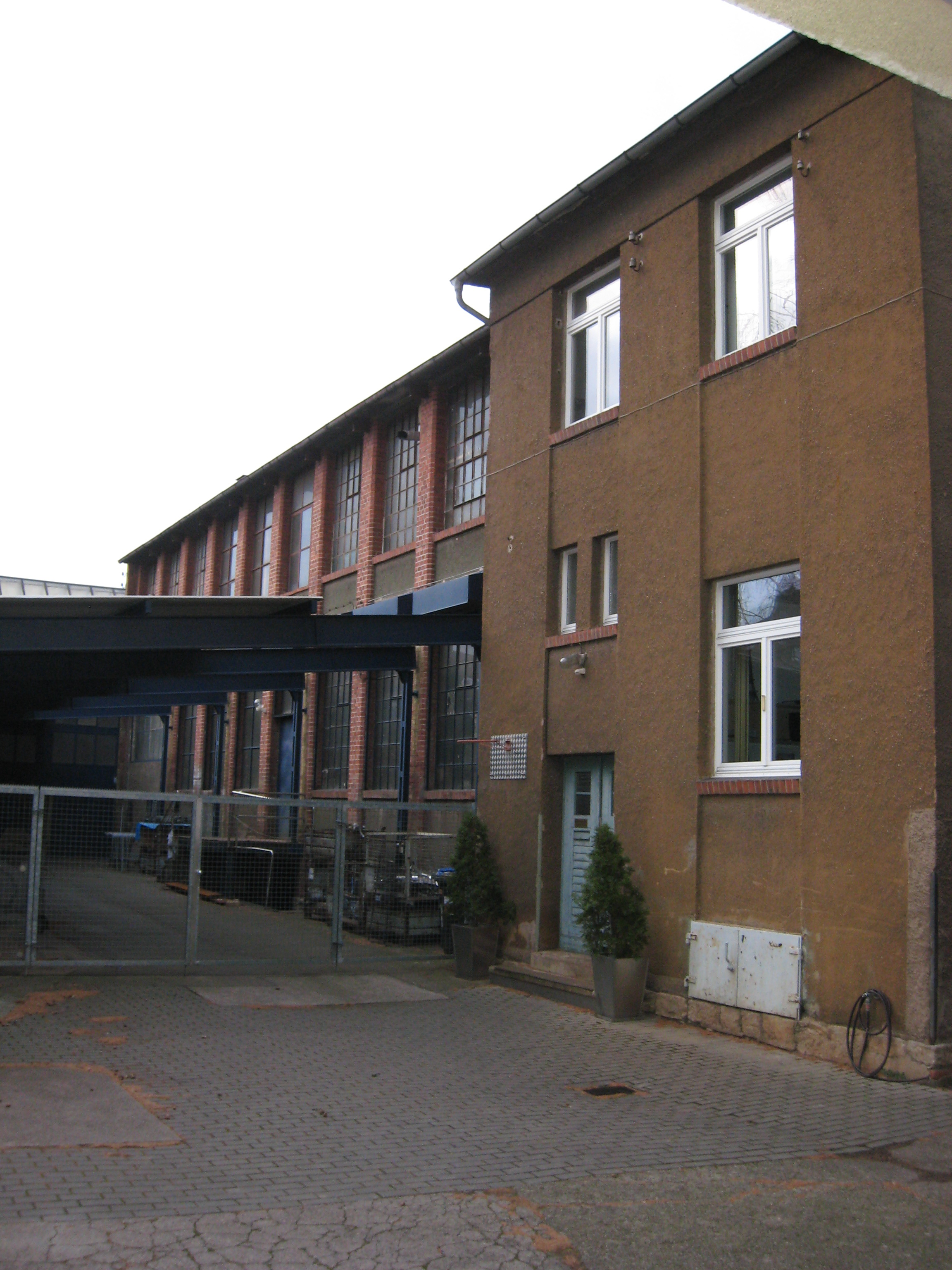
Hofgebäude

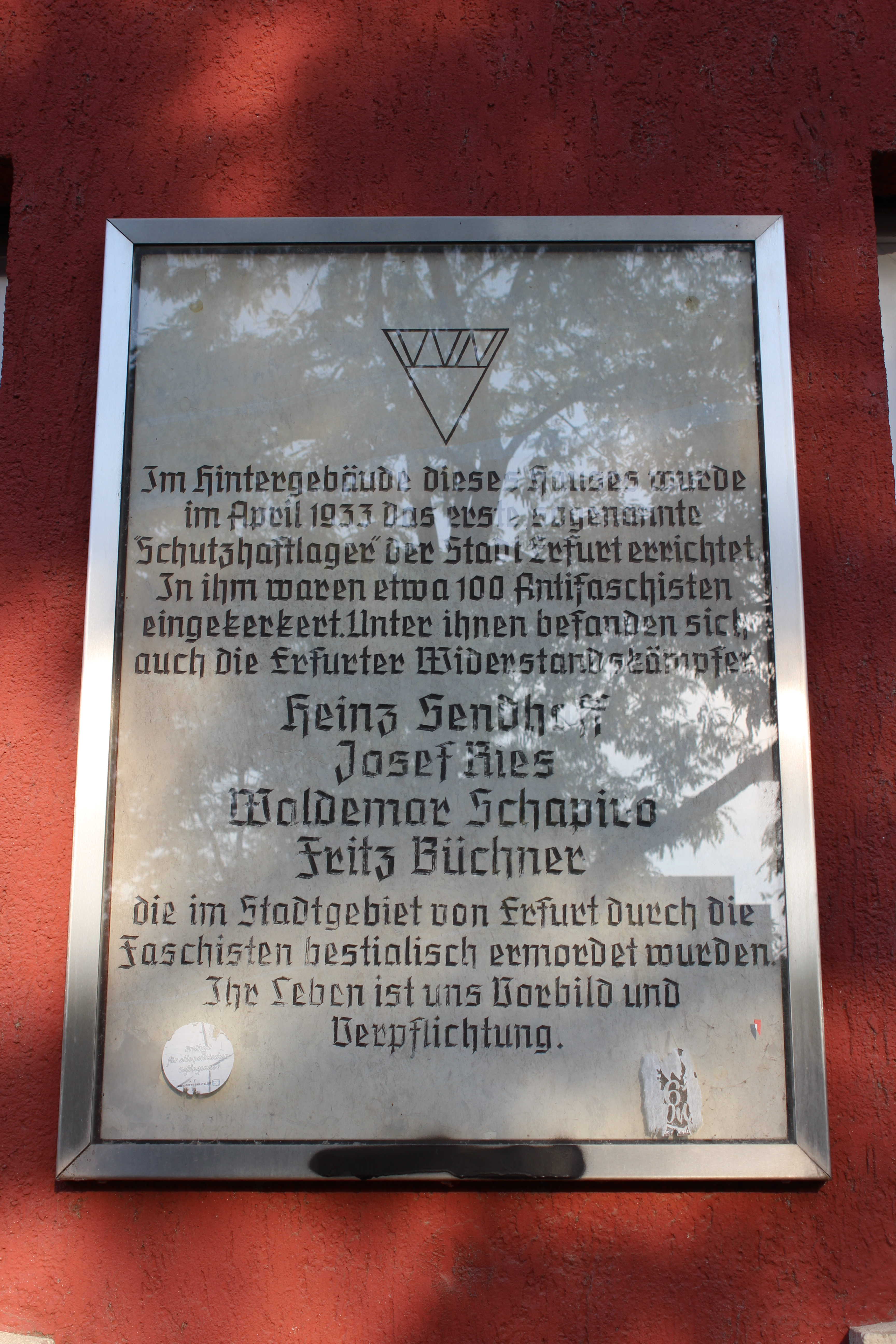
Gedenktafel

Das Schutzhaftlager Feldstraße war ein Gefängnis in Erfurt, das von April 1933 bis September 1933 in der Feldstraße 18 im Erfurter Ortsteil Ilversgehofen bestand. Das Vorderhaus mit einer zu DDR-Zeiten dort angebrachten Gedenktafel steht unter Denkmalschutz.

## Geschichte
Nach der Verordnung des Reichspräsidenten zum Schutz von Volk und Staat vom 28. Februar 1933 wurde u. a. „zur Abwehr kommunistischer staatsgefährdender Gewaltakte“ auch der Artikel 114 der Weimarer Verfassung aufgehoben und es entstanden in vielen Städten sogenannte „Schutzhaftlager“, die zunächst von der SA betrieben wurden. Gegner des Nationalsozialismus wurden von der paramilitärischen Truppe der NSDAP dort gefangen gehalten, verhört und oft brutal misshandelt. Überwiegend handelte es sich dabei um Kommunisten und Sozialdemokraten. Am 12. März 1933 verfügte schließlich Ministerpräsident Hermann Göring die Schließung sogenannter „wilder Konzentrationslager“.
Im April 1933 wurde dann auf einem Fabrikgelände im Hinterhof der Feldstraße 18 ein zentrales Schutzhaftlager für Erfurt eingerichtet. Von April bis September 1933 waren dort bis zu 100 Menschen eingesperrt, darunter Heinz Sendhoff, Josef Ries, Waldemar Schapiro und Fritz Büchner. Von hier aus und vom Polizeigefängnis auf dem Petersberg wurden sie zu den „Sondervernehmungen“ u. a. auf den Hundesportplatz an der Gaststätte „Zum Blumenthal“ am heutigen Oschatzer Weg und in den Steiger gebracht. Auch in der Feldstraße, wo die Häftlinge unter katastrophalen hygienischen Bedingungen eingesperrt waren, kam es zu schweren Misshandlungen durch die SA. Drei Menschen verloren während der „Vernehmungen“ ihr Leben. Im September 1933 wurde das Lager geschlossen und vorgesehen, die Schutzhaft ausschließlich in staatlichen Gefangenenanstalten oder Konzentrationslagern zu vollstrecken.